# 윌리엄 채닝

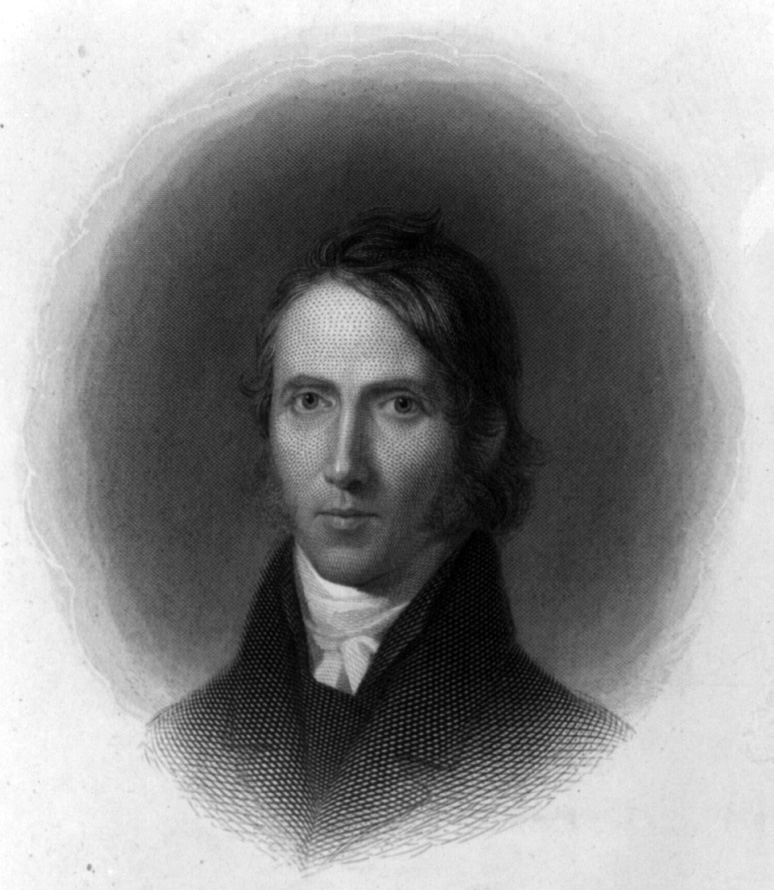
윌리엄 엘러리 채닝

윌리엄 채닝(William Ellery Channing, 1780년 4월 7일 ~ 1842년 10월 2일)은 19세기 초반에 활동하였던 미국의 대표적인 유니테리언주의 설교자이다. 그의 설교는 당대에 가장 유니테리언을 잘 설명한 자유주의 신학자였다. 그의 사상은 초월주의에 영향을 미쳤고, 그의 설교는 미국의 유니테리언주의의 설립에 가장 큰 공헌을 하였다. 후에 유니버설리스트와 합병을 하여 유니테리언 유니버설리스트로 명칭을 바꾸게 된다.

## 사역
1803년 채닝은 보스톤에 있는 페더럴 스트리트 교회의 목사로 부임하였다. 거기서 그는 웅변술이 뛰어난 설교자이며 기독교인 다운 특징과 영력을 소유한 인물로 평가되었다.

## 신학
그는 아리안주의자였으며, 그리스도의 사람됨에 대해서 중요시하게 여기지 않았으므로, 단지 삼위일체론을 부인하였다. 그는 "핵심적으로 동일 (essential sameness)"이란 교리를 강조하였는 데, 이것은 하나님과 사람이 본질적으로 거의 똑같지만 몇몇 가지에서만 정도의 차이만 있다는 것이다. 특히, 하나님의 선하심과 사람의 선함이 본질적으로 같다는 것이다. 그로 인해, 그는 하나님에 대한 지식을 사람의 영혼으로부터 유추할 수 있다고 주장하였다.

## 그에게 영향을 준 인물
채닝에게 가장 큰 영향을 준 저서는 프랜시스 허치슨이 쓴 <도덕 감각에 관한 논문>이었다. 그 책은 그가 유니테리언의 핵심교리인 사람의 선함과 '이익이 없는 호의'의 개념을 갖도록 하였다.